# 블랙번 에어크래프트
블랙번 에어크래프트(Blackburn Aircraft, 정식 명칭: 블랙번 에어크래프트 리미티드, Blackburn Aircraft Limited)는 1914년부터 1963년까지 주로 해군 및 해상 항공기 생산에 주력했던 영국의 항공기 제조업체였다.

## 역사
블랙번 에어크래프트는 로버트 블랙번과 제시 블랙번이 설립했다. 블랙번은 1908년 리즈에서 첫 항공기를 제작했고, 1914년 라운드헤이에 있는 올림피아 공장을 개장했다.
블랙번 비행기 및 자동차 회사는 1914년에 설립되어 1916년 요크셔 이스트 라이딩 브러에 새 공장을 설립했다. 로버트의 동생인 노먼 블랙번이 이후 전무이사가 되었다.
블랙번은 1934년 시러스-허메스 엔지니어링(Cirrus-Hermes Engineering)을 인수하여 항공기 엔진 생산을 시작했다. 그러나 당시 새로운 엔진 제품군이 개발 중이었고, 블랙번은 회사 설립 후 사명을 변경하기를 원했기 때문에 시러스-허메스 엔지니어링은 당분간 별도의 회사로 유지되었다.
1936년에 회사 이름이 블랙번 에어크래프트 리미티드(Blackburn Aircraft Limited)로 변경되었다.
1937년, 새로운 시러스 엔진이 확고한 입지를 굳히면서 엔진 제조가 모회사의 운영 부서로 이관되었고, 이로 인해 블랙번 시러스라는 이름이 탄생했다.
1937년이 되자 재무장 압력이 커졌고, 요크셔 공장은 생산 능력 한계에 다다랐다. 덤바턴 조선 회사인 윌리엄 데니 앤 브라더스(William Denny and Brothers)의 전무이사였던 모리스 데니(Maurice Denny)와 로버트 블랙번(Robert Blackburn)의 우연한 인연으로 덤바턴 바지 파크(Barge Park)에 새로운 블랙번 공장이 건설되었고, 1939년 블랙번 보타(Blackburn Botha)의 생산이 시작되었다.
블랙번은 1949년 제너럴 에어크래프트 리미티드(General Aircraft Limited)와 블랙번 앤 제너럴 에어크래프트 리미티드(Blackburn and General Aircraft Limited)로 합병되었다가 1958년에 블랙번 에어크래프트 리미티드(Blackburn Aircraft Limited)로 다시 돌아왔다.
영국 항공기 제조업체의 합리화 과정의 일환으로, 1960/1961년에 항공기 생산 및 엔진 사업이 각각 호커 시들리(Hawker Siddeley)와 브리스톨 시들리(Bristol Siddeley)로 흡수되었다. 블랙번이라는 이름은 1963년에 완전히 사라졌다.
미국 기업인 블랙번 에어크래프트 코퍼레이션(Blackburn Aircraft Corp.)은 1929년 5월 20일 디트로이트에 설립되어 미국 내 블랙번 에어플레인 & 모터(Blackburn Airplane & Motor Co., Ltd.)의 항공기 설계 및 특허권을 인수했다. 이 회사는 디트로이트 에어크래프트(Detroit Aircraft Corp.)가 90%, 블랙번 에어플레인 앤 모터(Blackburn Airplane & Motor Co., Ltd.)가 10%의 지분을 소유했다. 계약에는 브라질을 제외한 북미 및 남미 지역의 이러한 권리와 캐나다의 특정 권리가 포함되었으며, 모든 특수 도구와 패턴은 영국 회사가 원가로 공급해야 한다는 조건이 있었다.

### 위치
이 회사는 리즈의 올림피아, 셔번인엘멧, 브러(이스트요크셔), 덤바턴에 공장을 두고 있었다. 초창기에는 블랙번이 직접 마스키와 파일리 해변에서 항공기를 조종했으며, 회사는 또한 옛 영국 공군 홀름온스팔딩 무어(RAF Holme-on-Spalding Moor)를 이용했다. 리즈 공장에서 셔번인엘멧과 브러로 생산 공장이 이전되기 전에는 라운드헤이 공원에 있는 인근 비행장을 통해 올림피아 공장을 오가는 항공기가 운행되었다.

## 항공기
- 블랙번 트윈 블랙번 (1915)

## 같이 보기
- 항공기 제작사 목록
- 항공기 엔진 제조업체 목록

## 참고 문헌
- Abraham, Barry (2002). 《Post-War Yorkshire Airfields》. Stroud: Tempus. ISBN 0-7524-2390-8.
- Bridgman, Leonard (1943). 《Jane's all the world's aircraft, 1942》. New York: Sampson, Low, Marston & Co. OCLC 26177288.
- Buttler, Tony (2017). 《British Secret Projects : Jet Fighters since 1950》 (Hardback) 2판. Manchester: Crecy Publishing. ISBN 978-1-910-80905-1.
- Halpenny, Bruce Barrymore (1982). 《Action Stations 4; Military Airfields of Yorkshire》. Cambridge: Patrick Stephens Ltd. ISBN 0-85059-532-0.
- Otter, Patrick (2003). 《Yorkshire Airfields in the Second World War》 4판. Newbury: Countryside Books. ISBN 1-85306-542-0.